# Lhordat
Lhordat (tradiconalment en català: Llordat; francès Lordat) és un municipi francès del departament de l'Arieja i la regió d'Occitània.